# Махновець Леонід Єфремович
Леоні́д Єфре́мович Махнове́ць (31 травня 1919, село Озера, нині Бородянського району Київської області — 19 січня 1993, Київ) — український літературознавець, історик, археолог, перекладач, бібліограф. Дослідник творчості філософа Григорія Сковороди.
Доктор філологічних наук (1966). Лауреат Шевченківської премії (1990) за підготовку і випуск видання «Літопис руський».

## Життєпис
Учасник Другої світової війни.
1947 року закінчив Київський університет. Навчався в аспірантурі при Інституті літератури ім. Т.Г. Шевченка АН УРСР. У 1950 захистив кандидатську дисертацію «Іван Франко як дослідник оригінальної української літератури XVI—XVIII вв.» (науковий керівник — академік Микола Гудзій). В 1950—1955 — науковий співробітник Державного музею Т. Шевченка, в 1955—1972 роках працює в Інституті літератури ім. Т.Г. Шевченка АН УРСР, з якого був брутально звільнений після підготовки наукової праці про Григорія Сковороду. Тільки запрошення на роботу до Гарвардського університету змусило керівництво інституту надати йому змогу повернутися до наукової діяльності.
У 1975—1985 роках працює науковим співробітником Інституту археології АН УРСР.
Досліджував історію літератури і культури України, в тому числі періоду Київської держави; перекладач і коментатор «Слова о полку Ігоревім» — 1970, та «Літопису Руського» за Іпатіївським списком − 1990; уклав детальні покажчики, як-от: — іменно-особовий, географічно-археологічно-етнографічний, генеалогічні таблиці, карти та топографічні плани.
Автор та співавтор більше 400 праць, упорядник та редактор видань Інституту літератури імені Шевченка.

## Доробок

### Праці
- Махновець, Л. Є. Сатира і гумор української прози XVI-XVIII ст. – Київ: Наукова думка, 1964. – 479 с.
- Махновець Л. Григорій Сковорода: біографія. — К., Наукова думка, 1972. — 253 с.
- Махновець Л. Є. Про автора «Слова о полку Ігоревім». — К.: Видавництво при Київському університеті, 1989. — 264 с. — ISBN 5-11-001566-Х.

### Підготовка тексту, упорядкування, переклад, редагування
- Літопис руський / Пер. з давньорус. Л. Є. Махновця; Відп. ред. О. В. Мишанич. — Київ: Дніпро, 1989.
- Українські інтермедії XVII — XVIII ст. Пам’ятки давньої української літератури. Видавництво Академії наук Української РСР. — Київ, 1960.
- Давній український гумор і сатира / Упоряд., вступ.ст. та приміт. Л. Махновець . – Київ: Держлітвидав України, 1959 . – 493 с.

### Участь у енциклопедичних виданнях
- Українські письменники: у 5 томах. Том 1. Давня українська література (XI—XVIII століття): біобібліографічний словник / Редколегія: (голова) Олександр Іванович Білецький ; Укладач і автор передмови Леонід Єфремович Махновець. — Київ: Держлітвидав УРСР, 1960. — 979 с.
- Історія української літератури: у 8 т. Т.1. Давня література (XI — перша половина XVIII ст.) / Інститут літератури ім. Т. Г. Шевченка АН України ; Редкол.: (голова) Євген Прохорович Кирилюк ; Авт.тома Вікторія Петрівна Колосова, Володимир Іванович Крекотень, Леонід Єфремович Махновець, Олекса Васильович Мишанич . — Київ: Наукова думка, 1967 . — 539 с.
- Історія української літератури: у 8 т. Т.2. Становлення нової літератури (друга половина XVIII — 30-ті роки XIX ст.) / Інститут літератури ім. Т. Г. Шевченка АН України ; Редкол.: (голова) Євген Прохорович Кирилюк ; Авт.тома Леонід Єфремович Махновець, Дмитро Васильович Чалий ; Відп. ред. Євген Степанович Шабліовський ; Авт.тома Василь Єфремович Шубравський. — Київ: Наукова думка, 1967 . — 483 с.